# Rana sierrae
Rana sierrae е вид земноводно от семейство Водни жаби (Ranidae). Видът е застрашен от изчезване.

## Разпространение
Разпространен е в САЩ.